# اگرآباد
اگرآباد (به لاتین: Agrabad) یک منطقهٔ مسکونی در بنگلادش است که در چیتاگونگ واقع شده‌است.